# Dalaguete
Dalaguete (Bayan ng Dalaguete) är en kommun i Filippinerna. Kommunen tillhör provinsen Cebu och ligger på ön med samma namn. Folkmängden uppgår till 57 331 invånare.

## Barangayer
Dalaguete är indelat i 33 barangayer.
| - Ablayan - Babayongan - Balud - Banhigan - Bulak - Caliongan - Caleriohan - Casay - Catolohan - Cawayan - Consolacion | - Coro - Dugyan - Dumalan - Jolomaynon - Lanao - Langkas - Lumbang - Malones - Maloray - Mananggal - Manlapay | - Mantalongon - Nalhub - Obo - Obong - Panas - Poblacion - Sacsac - Tapun - Tuba - Salug - Tabon |